# Crocomela flammifera
Crocomela flammifera là một loài bướm đêm thuộc phân họ Arctiinae, họ Erebidae.